# Here I Am/New Album Playlist
「Here I Am / New Album Playlist」（ヒア・アイ・アム／ニュー・アルバム・プレイリスト）は、globeの30枚目のシングル。2005年6月29日にavex globeから発売された。globeのシングルとしては現時点で最後となっている。

## 解説
前作「get it on now feat. KEIKO」から2年ぶりに発売されたシングル。日本とロンドンで制作された。
3～5曲目はアルバム『globe2 pop/rock』からの先行プレビューで各々1分半前後収録されている。核心となるサビをそのまま入れるのではなく、映画のトレーラーをヒントにアルバムに興味を持ってもらえるように編集した。
よみうりテレビ・日本テレビ系アニメ『ブラック・ジャック』のオープニングテーマに起用された。

## 収録曲
| 全作詞: 小室哲哉（RAP詞: MARC）、全作曲・編曲: 小室哲哉。 |                                  |                           |            |      |
| #                                                         | タイトル                         | 作詞                      | 作曲・編曲 | 時間 |
| 1.                                                        | 「Here I Am (Radio Edit)」       | MARC ・ KEIKO             | 小室哲哉   | 3:58 |
| 2.                                                        | 「Here I Am (Original Mix)」     | 小室哲哉 （RAP詞: MARC ） | 小室哲哉   | 6:09 |
| 3.                                                        | 「Love Goes On (Album Preview)」 | 小室哲哉 （RAP詞: MARC ） | 小室哲哉   | 1:24 |
| 4.                                                        | 「Lost (Album Preview)」         | 小室哲哉 （RAP詞: MARC ） | 小室哲哉   | 1:26 |
| 5.                                                        | 「Judgement (Album Preview)」    | 小室哲哉 （RAP詞: MARC ） | 小室哲哉   | 1:26 |
| 合計時間:                                                 | 合計時間:                        | 14:23                     |            |      |

## クレジット
- Produced : 小室哲哉
- Mixed : 小室哲哉, Dave Ford
- Mastered : 前田康二
- Guitars : 小室哲哉, 葛城哲哉
- Art Direction : 青木克憲
- Design : 内山尚志
- Photographer : 石田東

## 収録アルバム
Here I Am (Original Mix)
- globe2 pop/rock